# 国鉄ツ4000形貨車
国鉄ツ4000形貨車（こくてつツ4000がたかしゃ）は、かつて日本国有鉄道（国鉄）に在籍した有蓋貨車（通風車）である。

## 概要
本形式は、国鉄が1955年（昭和30年）から1959年（昭和34年）にかけて、日本車輌製造、川崎車輛、協三工業、若松車輛、ナニワ工機、鉄道車輛工業、富士車輌、汽車製造東京支店、新三菱重工業、飯野重工業、輸送機工業で670両（ツ4000 - ツ4669）を製作した、10トン積み二軸通風車である。前級ツ2500形の後継車として製造されたもので、同形式と同様の有蓋兼用通風車として、記号は「ツワ」と標記された。車番と製造所の関係は、下記表による。
| 番号            | 両数  | 製造所       |
| --------------- | ----- | ------------ |
| ツ4000 - ツ4149 | 150両 | 日本車輌製造 |
| ツ4150 - ツ4159 | 10両  | 協三工業     |
| ツ4160 - ツ4169 | 10両  | 鉄道車輛工業 |
| ツ4170 - ツ4369 | 200両 | 汽車製造     |
| ツ4370 - ツ4419 | 50両  | 輸送機工業   |
| ツ4420 - ツ4449 | 30両  | 富士車輌     |
| ツ4450 - ツ4499 | 50両  | 飯野重工業   |
| ツ4500 - ツ4509 | 10両  | ナニワ工機   |
| ツ4510 - ツ4559 | 50両  | 新三菱重工業 |
| ツ4560 - ツ4569 | 10両  | 若松車輛     |
| ツ4570 - ツ4669 | 100両 | 川崎車輛     |

車体は鋼製で、基本構造はツ2500形と同様である。車体側板や妻板には鋼板に穴を開けたスリット状の通風口が上下2段に設けられており（ツ2500形とは配列が異なる）、通風に配慮して床板にも通風口が設けられているとともに、屋根にはガーランド形通風器が4個設けられている。車体中央部に設けられた幅1,500mmの側引戸の通風器は、下向きのカバーを設けた形状のものが上下2か所に設けられている。通風器は内部から開閉可能な構造で、閉状態では通常の有蓋車代用として使用することができる。
荷室の寸法は、長さ5,690mm、幅2,220mm、高さ2,200mm、床面積は12.6m2、容積は27.8m3で、前級よりも若干拡大されており、荷主に好評であった。全長は6,700mm、全幅は2,737mm、全高は3,790mm、軸距は前級よりも500mm延長して3,500mm、自重は10.1tである。
本形式の軸ばね支持装置は二段リンク式で、最高運転速度は75km/hに向上した。車軸は前級同様12t長軸である。
本形式は、通風車の標準形式として全国で野菜や果物などの輸送に使用されたが、昭和40年代から廃車が進み、1980年（昭和55年）度に形式消滅となった。